# Estação Ciudad de los Ángeles

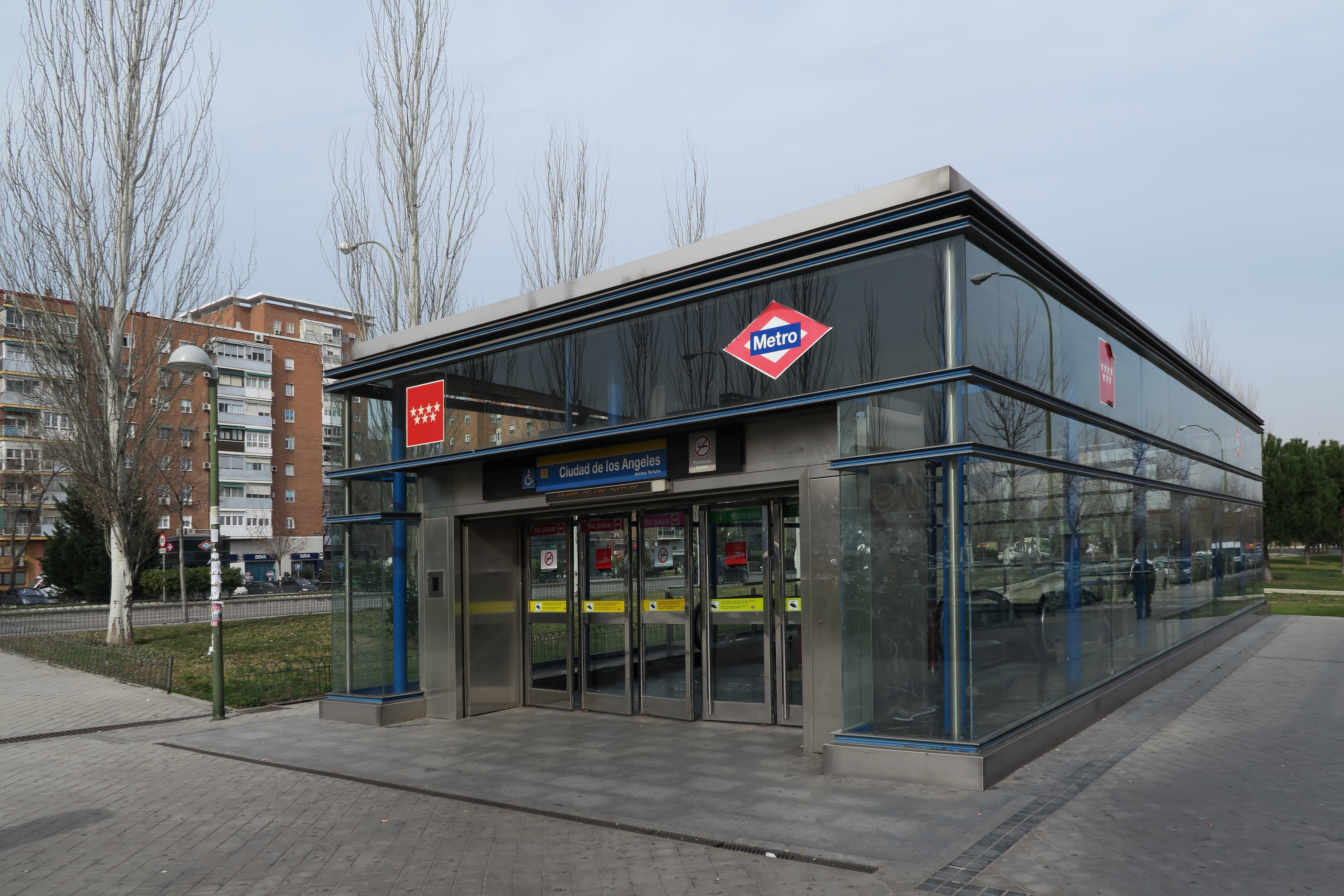
Estação Ciudad de los Ángeles.

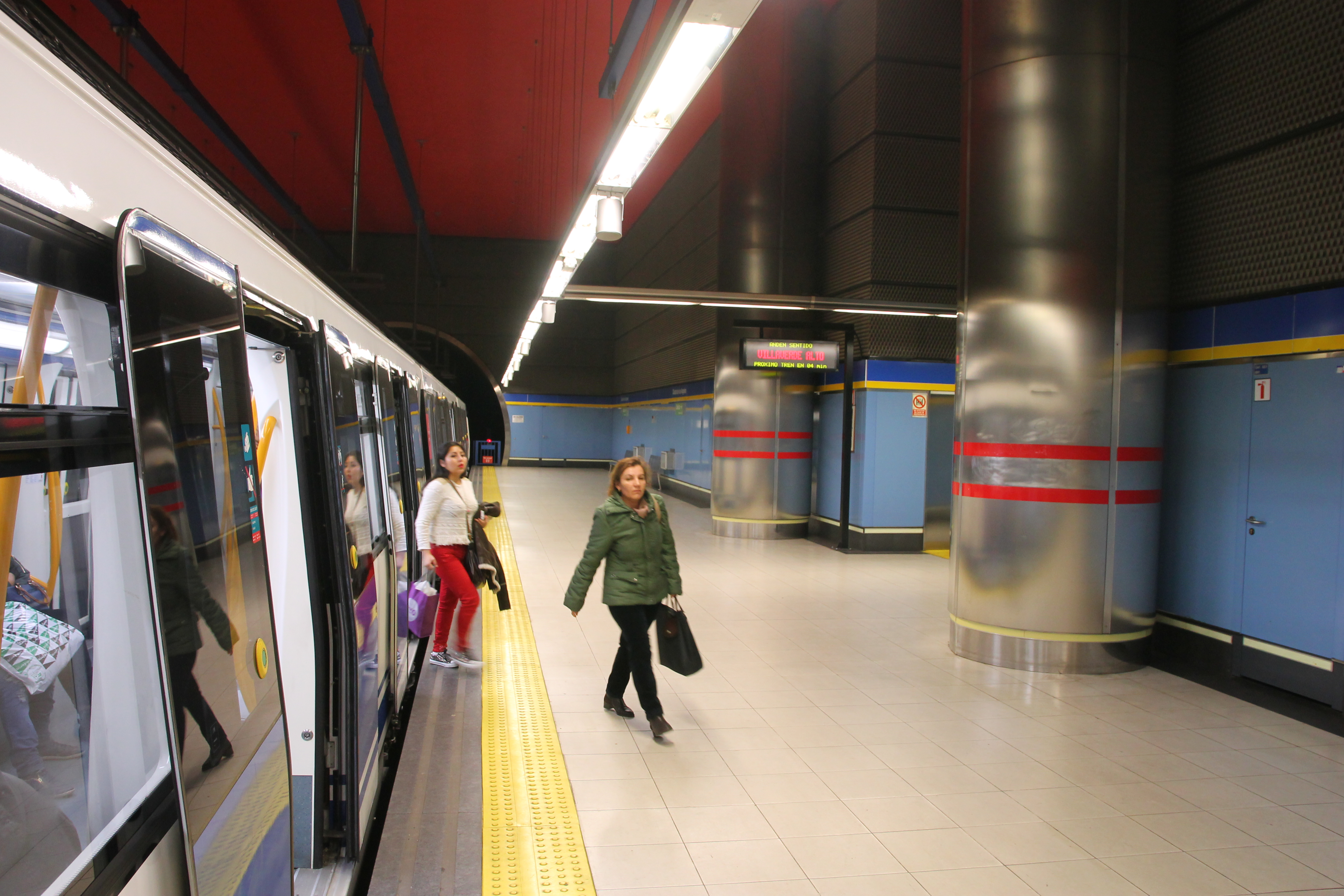
Plataforma de embarque.

Ciudad de los Ángeles é uma estação da Linha 3 do Metro de Madrid.

## História
A estação foi inaugurada quando da expansão da Linha 3 em 21 de abril de 2007.